# Stazione di Milano Repubblica
Stazione di Milano Repubblica vasútállomás Olaszországban, Lombardia régióban, Milánó településen.

## Vasútvonalak
Az állomást az alábbi vasútvonalak érintik:
- Milánó Passante-vasútvonal

## Kapcsolódó állomások
A vasútállomáshoz az alábbi állomások vannak a legközelebb:
- Milano Porta Garibaldi Passante railway station (Stazione di Milano Certosa, Stazione di Milano Nord Bovisa, Milánó Passante-vasútvonal)
- Stazione di Milano Porta Venezia (Stazione di Milano Forlanini, Stazione di Milano Rogoredo, Milánó Passante-vasútvonal)
- Milano Porta Garibaldi Passante railway station (Stazione di Saronno, S1)
- Milano Porta Garibaldi Passante railway station (Stazione di Mariano Comense, S2)
- Milano Porta Garibaldi Passante railway station (Stazione di Varese, Line S5)
- Milano Porta Garibaldi Passante railway station (Stazione di Novara, S6)
- Milano Porta Garibaldi Passante railway station (Stazione di Cormano-Cusano, S12)
- Milano Porta Garibaldi Passante railway station (Stazione di Milano Nord Bovisa, S13)
- Stazione di Milano Porta Venezia (Stazione di Pavia, S13)
- Stazione di Milano Porta Venezia (Stazione di Milano Rogoredo, S2)
- Stazione di Milano Porta Venezia (Stazione di Melegnano, S12)
- Stazione di Milano Porta Venezia (Stazione di Treviglio, Line S5)
- Stazione di Milano Porta Venezia (Stazione di Treviglio, S6)